# FC Süderelbe
Der FC Süderelbe (vollständiger Name: Fußballclub Süderelbe von 1949 e. V.) ist ein Fußballverein aus dem Hamburger Stadtteil Neugraben-Fischbek im Bezirk Harburg. Die erste Mannschaft stieg im Jahre 2014 in die fünftklassige Oberliga Hamburg auf.

## Geschichte
Der FC Süderelbe entstand im Jahre 1949, als sich die Fußballabteilung des TV Fischbek vom Mutterverein abspaltete. Jahrzehntelang war der FCS lediglich auf Kreisliga- bzw. Bezirksligaebene aktiv. Der sportliche Aufschwung begann in den 1970er Jahren, als Fred Asmußen 1975 den Vorsitz übernahm. Zwei Jahre später kam Bernd Enge zum FCS, der in den folgenden Jahren als Trainer, Manager und Präsident im Verein wirkte. Im Jahre 1980 gelang der Mannschaft der Aufstieg in die Landesliga. Nach einem dritten Platz im Jahre 1983 gelang zwei Jahre später der Aufstieg in die seinerzeit viertklassige Verbandsliga Hamburg.
Schon vier Jahre später sicherte sich der FC Süderelbe die Vizemeisterschaft der Verbandsliga hinter den Amateuren des Hamburger SV. Damit qualifizierte sich die Mannschaft für die Aufstiegsrunde zur Oberliga Nord, wo der FCS beide Spiele gegen Kickers Emden gewinnen konnte. Letztlich wurden die Südhamburger Dritter. Im Oktober 1989 kündigte Bernd Enge seinen Rückzug zum Saisonende an. Die Mannschaft wurde erneut Vizemeister der Verbandsliga, dieses Mal hinter dem VfL Stade. Vor Beginn der Aufstiegsrunde hatten allerdings fast alle Stammspieler bereits Verträge für die kommende Saison bei anderen Vereinen unterschrieben.
Trotz dieser Turbulenzen hatten die Süderelber nach einem überraschenden 2:1-Sieg beim VfB Lübeck realistische Aufstiegschancen. Diese wurden allerdings am letzten Spieltag mit einem 3:3 gegen den TuS Celle verspielt. Anschließend folgte ein rasanter Absturz. 1991 stieg der FCS in die Landesliga ab und wurde prompt in die Bezirksliga durchgereicht. Nur mit Mühe konnte ein dritter Abstieg in Folge verhindert werden. Mitte der 1990er Jahre schloss sich die Fußballabteilung der Hausbruch-Neugrabener Turnerschaft dem FCS an, der wieder mehr auf den eigenen Nachwuchs setzte. Im Jahre 1999 gelang die Rückkehr in die Landesliga.
Drei Jahre später verpasste der FCS den Wiederaufstieg in die Verbandsliga nach einer 1:4-Niederlage im Entscheidungsspiel gegen den TSV Wandsetal. Schließlich gelang im Jahre 2005 der zweite Aufstieg in die Verbandsliga, dem allerdings der direkte Wiederabstieg folgte. Es folgten mehrere Jahre im Mittelmaß der Landesliga, ehe die Mannschaft im Jahre 2014 Vizemeister hinter dem Buxtehuder SV wurde. Nachdem der Oberligist Oststeinbeker SV seine Mannschaft in die Kreisliga zurückgezogen hatte, durfte der FC Süderelbe in die Oberliga aufsteigen.

## Persönlichkeiten
- Erhan Albayrak
- Bünyamin Balat
- Marinus Bester
- Lothar Dittmer
- Friederike Engel
- Kreso Kovacec
- Omar Megeed
- Klaus Ulbricht